# Ossun
Ossun is een gemeente in het Franse departement Hautes-Pyrénées in de regio Occitanie. De plaats maakt deel uit van het arrondissement Tarbes. Het grootste deel van de luchthaven Lourdes-Pyrénées ligt op het grondgebied van Ossun. De gemeente telde 2.352 inwoners op 1 januari 2022.

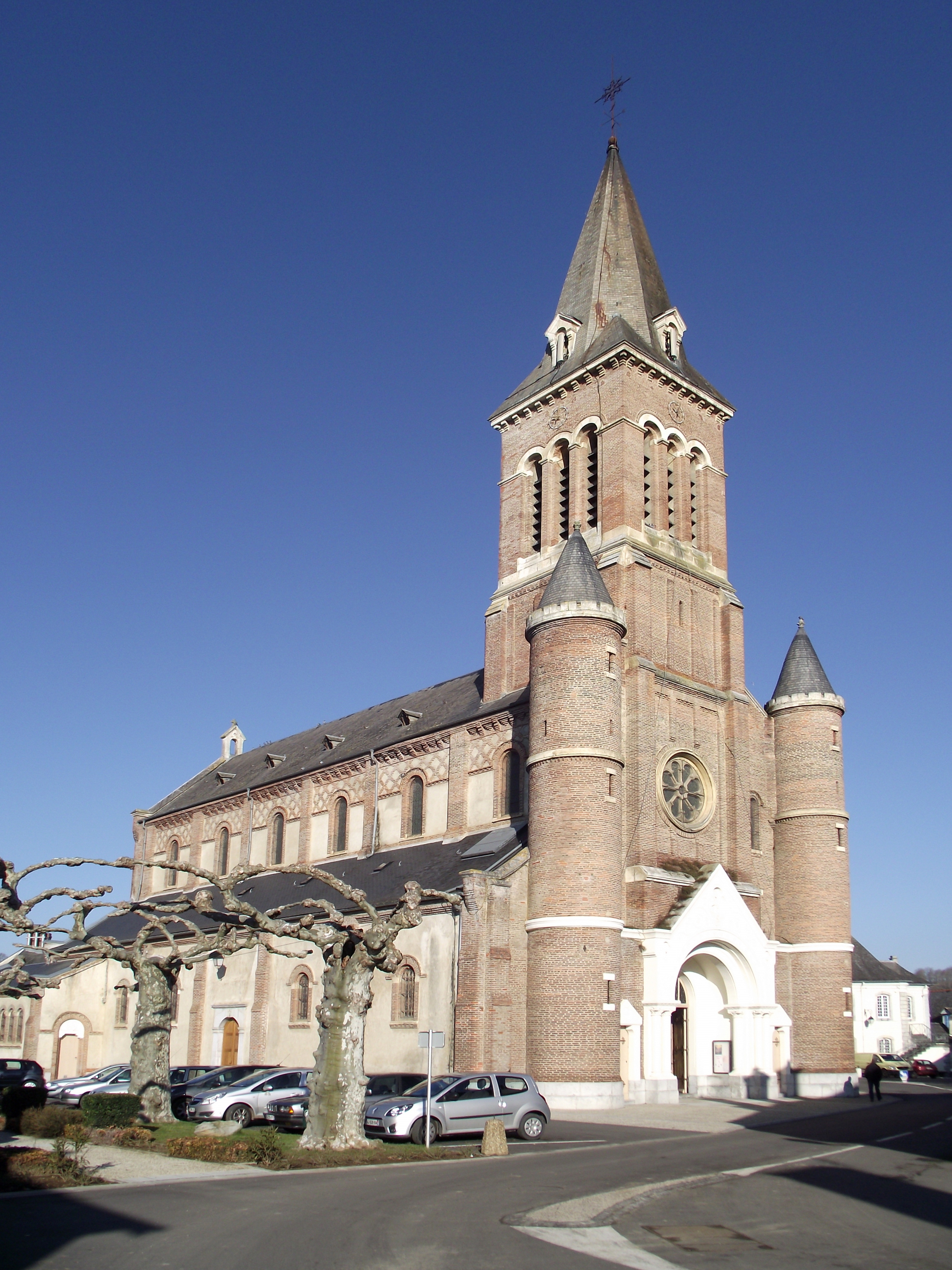
Kerk
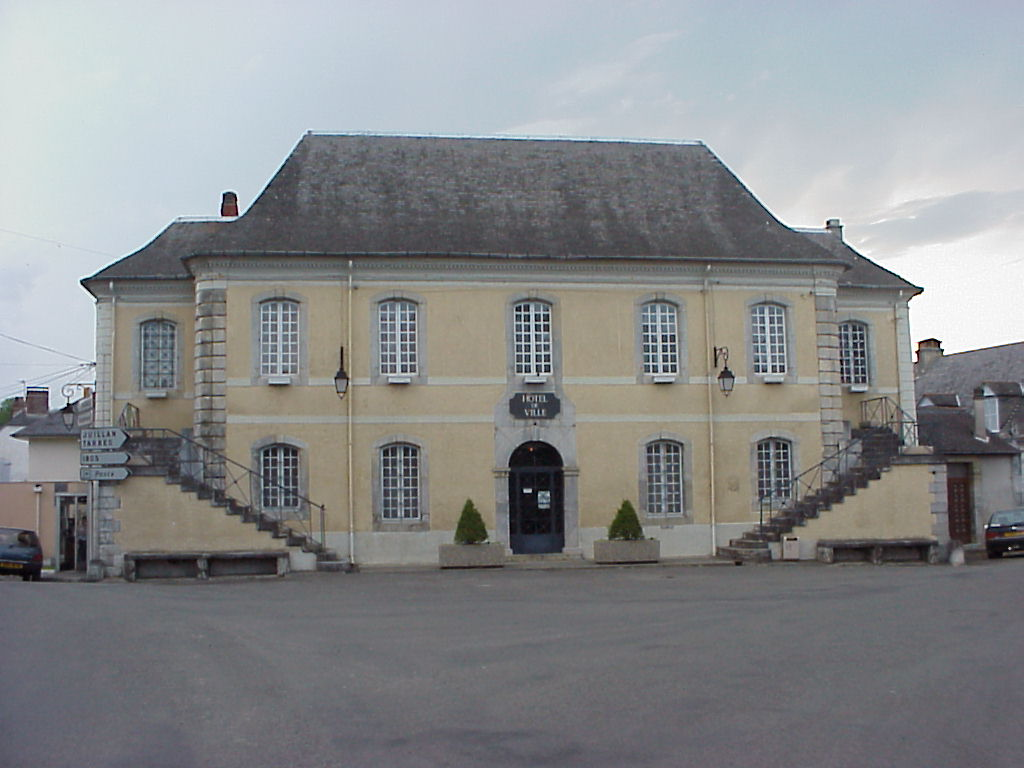
Gemeentehuis

## Geografie
De oppervlakte van Ossun bedroeg op 1 januari 2022 27,59 vierkante kilometer; de bevolkingsdichtheid was toen 85,2 inwoners per km².

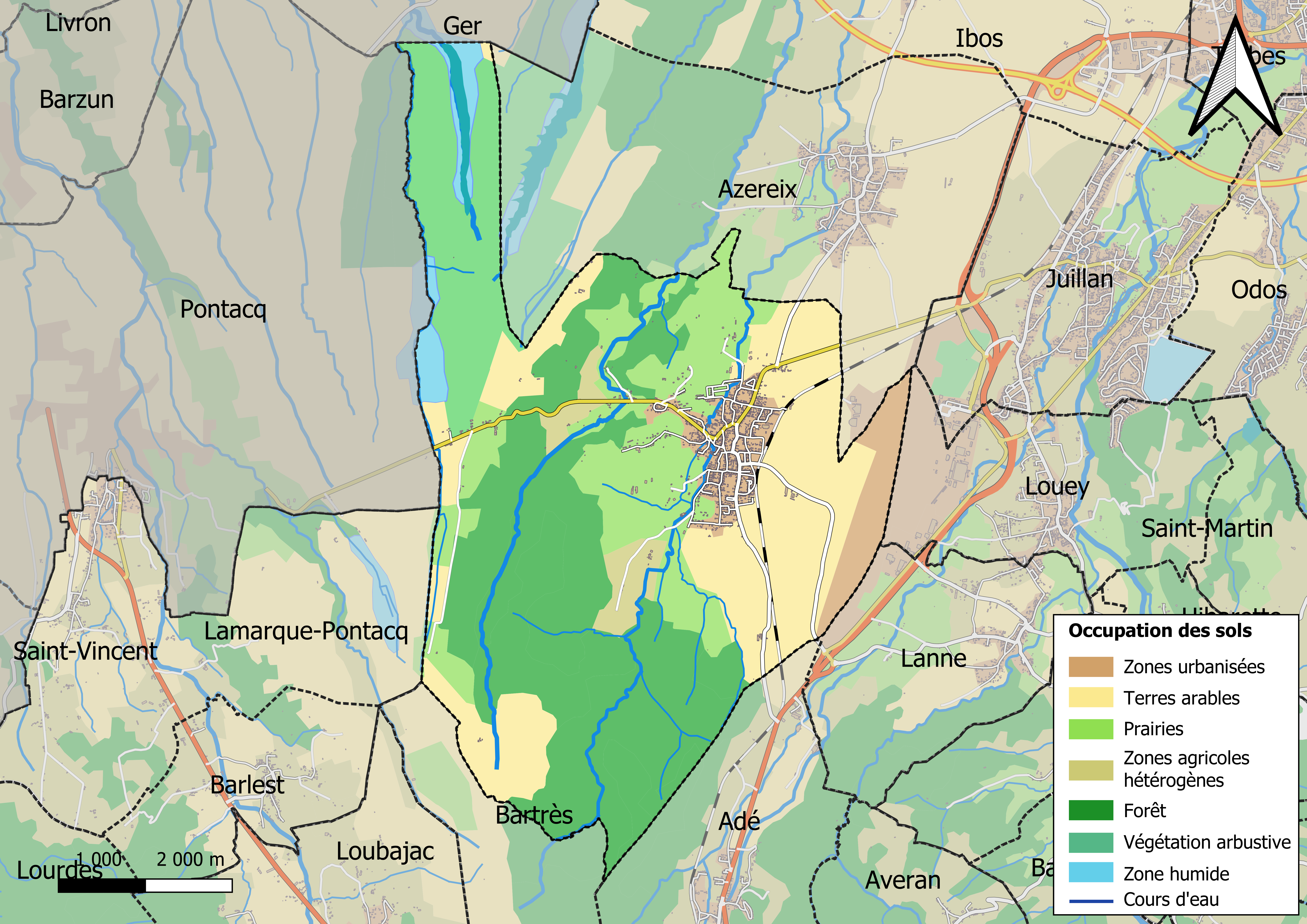
Kaart van de gemeente met belangrijkste infrastructuur, bodemgebruik en omliggende gemeenten

## Demografie
Onderstaande figuur toont het verloop van het inwonertal (bron: INSEE-tellingen).